# Namucuo
Namucuo (kinesiska: 纳木错, 纳木错乡) är en socken i Kina. Den ligger i den autonoma regionen Tibet, i den sydvästra delen av landet, omkring 130 kilometer norr om regionhuvudstaden Lhasa.
Genomsnittlig årsnederbörd är 711 millimeter. Den regnigaste månaden är juli, med i genomsnitt 188 mm nederbörd, och den torraste är januari, med 4 mm nederbörd.